# وابين (باد كاليه)
وابين، باد كاليه (بالفرنسية: Waben)‏ هي بلدية تقع في إقليم باد كاليه من منطقة نور با دو كاليه في شمال فرنسا. تبلغ مساحة هذه المدينة 8.99 (كم²)، وترتفع عن سطح البحر 9 م، يبلغ عدد سكانها 382 نسمة حسب إحصاء المعهد الوطني للإحصاء والدراسات الاقتصادية سنة 2009 م. وترأس Jean-Claude Gauduin البلدية خلال فترة (2008-2014).